# 交野市
交野市（かたのし）は、大阪府の北河内地域に位置する市。
本項では市制前の名称である交野町（かたのちょう）についても述べる。

## 概要
市民憲章は「和」一文字（日本で一番短い市民憲章）。一帯は郊外住宅地と田園地帯が混在する。以前は条例により建築が高さ制限されており、4階建て以上の建物がなかったが現在は撤廃され、マンション建設が盛ん。1995年（平成7年）頃までパチンコ店が一軒もなかった市でもある。市役所および市街地が隣接する枚方市の中心部に近いことから、両市間の政治・経済面などにおける交流はかなり盛んである。

## 地理

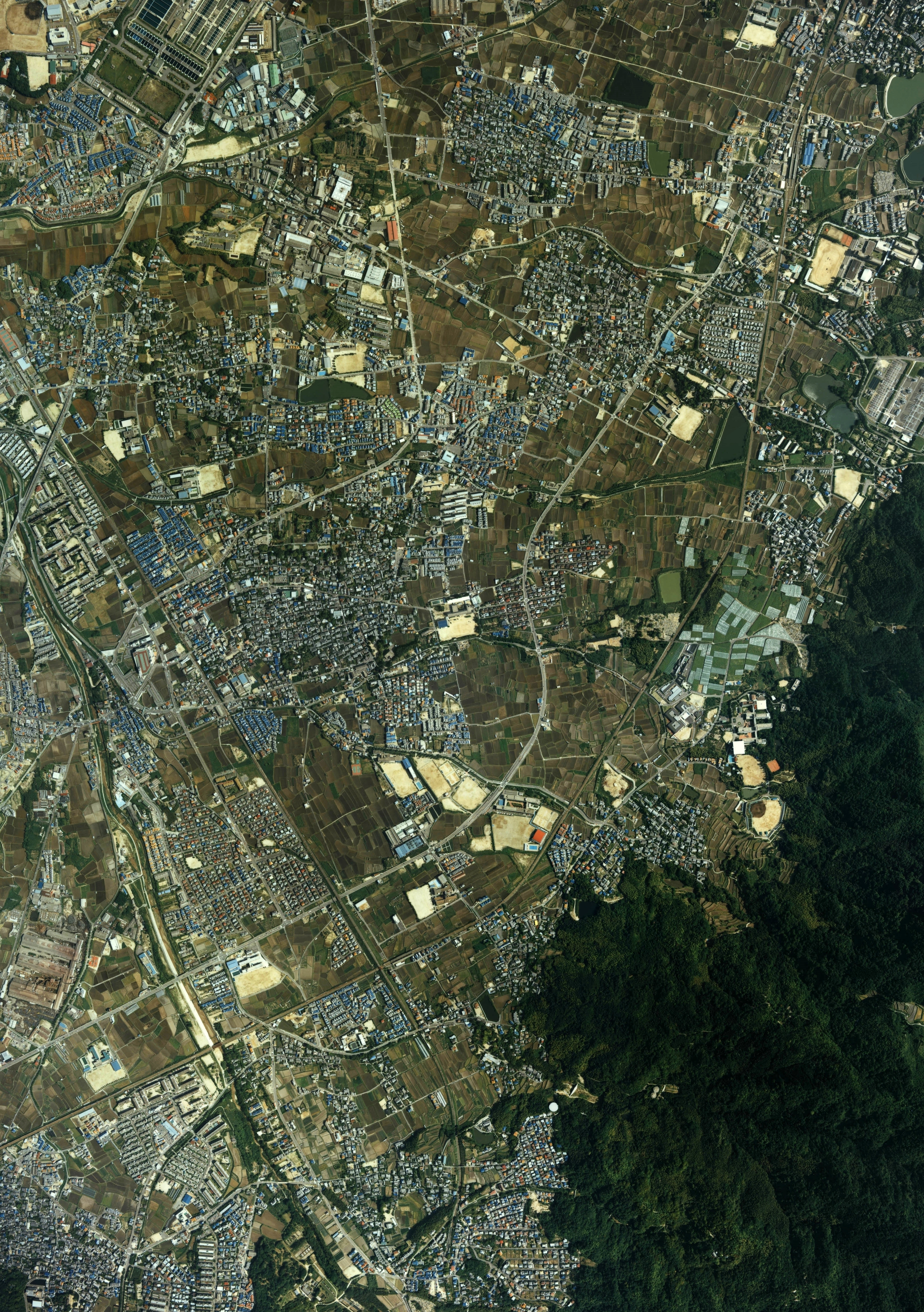
交野市中心部周辺の空中写真。1985年撮影の4枚を合成作成。。

大阪府の北東に位置する。市の面積の半分を山林が占め、中央を南北に天野川が流れる。近年、JR東西線、第二京阪道路の開通による電車・自動車両面での交通利便性の向上と、自然環境の良さから人口が増加。市を縦断する片町線の沿線より東側は関西文化学術研究都市の区域に指定されている。
- 河川: 天野川（あまのがわ）
- 山: 交野山（こうのざん）

### 隣接する自治体
- 大阪府
  - 枚方市
  - 寝屋川市
  - 四條畷市
- 奈良県
  - 生駒市

## 歴史

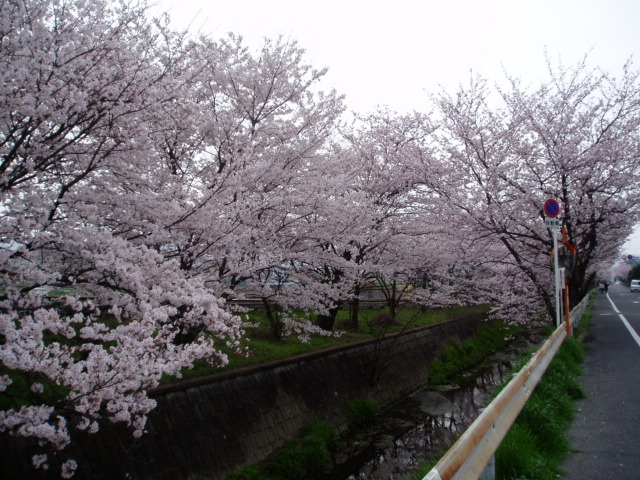
京阪電鉄 交野線沿線

- 磐船街道
- 東高野街道
- 神宮寺遺跡
市内の東北部、神宮寺にある縄文時代の住居跡遺跡。この遺跡から出土した特徴的な押型文土器は、神宮寺式土器と呼ばれ、近畿地方を中心に各地の遺跡で同様の土器が出土している。
- 交野が原
平安時代、交野市から枚方市の一部にかけての丘陵地は「交野が原」と呼ばれ、皇室の遊猟地で桜の名所であった。
- 星田、天野川、八丁三所伝説、七夕伝説など星にまつわる地名・伝説が多い。
- 徳川家康が信長の死を知って、明智光秀方からの追討を逃れるために、滞在していた堺から本拠の三河に戻る途中に、一時交野の星田に潜伏したとの言い伝えがある。市立妙見坂小学校敷地内の竹やぶに「家康ひそみの藪」という石碑が設立され近隣農民が応対したという文言があるが、近年は宅地開発が進み、一帯の竹やぶは切り払われている。史実でも「堺から山城・近江・伊賀の山中を通って……」となっているため、星田を経由した可能性はある。なお、交野市星田に今でも伝わる平井家（当時の星田の里正〔村の長〕平井三郎右衛門清貞宅）には、家康伝来の品が保管されている。
- 原田式自動織機  明治36年に原田元治郎（はらだ もとじろう 1859―1945）が、綿織物用の自動織機を発明。  "原田は、明治26年頃から開発に着手し、足かけ10年、私財を投じて発明を成功させました。  原田式力織機は全国的にも珍しい全鉄製の力織機でした。これは、輸入物の外国製力織機に触れる機会が多い大阪では鉄製機械が当然のものとされ、地元の機械工業もそれを可能とするほど発達していたためと考えられます。原田はさらに工夫を加え、木製と鉄製の混製にすることで力織機の低価格化を実現させ、原田式は泉州（大阪南西部）では豊田式を上回る普及をみせました。原田はその後も織物業の発展に対応して織機の改良を行い、タオル用織機の開発を進めました。"  （公文書にみる発明のチカラ- 明治期の産業技術と発明家たち-より引用）  原田式自動織機は、今治や泉州のタオル産業へ大きく貢献した自動織機であった。  当時は西の原田、東の豊田と呼ばれていたようで、特に泉州地域では原田式の織機が普及していたと言われていたが産業経済の変遷とともに原田式自動織機はその事業の役目を終えた。
- 1939年（昭和14年）3月1日、淀川をへだてた枚方市の陸軍禁野火薬庫で大爆発が発生。現在の交野市一帯の窓ガラス、戸障子などが壊れる被害が及んだ[5]。

### 行政区画の変遷
- 1939年（昭和14年）7月1日 - 北河内郡交野村・磐船村が合併して交野町が発足。
- 1955年（昭和30年）4月1日 - 北河内郡交野町・星田村が合併して、改めて交野町となる。
- 1971年（昭和46年）11月3日 - 北河内郡交野町が市制施行して交野市となる。大阪府下34番目の市。同日北河内郡消滅。

### 主な出来事
- 1967年 給食センターができ、給食が始まる。
- 1968年 現・交野市立郡津小学校ができる。
- 1971年 現・交野市立岩船小学校ができる。
- 1972年 交野市立第二中学校ができる。
- 1974年 交野市立倉治小学校、交野市立妙見坂小学校ができる。
- 1975年 ブンブン号、野外活動センター、交野市立長宝寺小学校、交野市立第三中学校ができる。
- 1976年 青年の家ができる。
- 1977年 交野市立旭小学校ができる。交野駅が交野市駅となる。
- 1978年 交野市立藤が尾小学校ができる。
- 1980年 交野市立私市小学校ができる。
- 1981年 市民憲章「和」を決める。カナダのコリングウッド市と姉妹都市になる。
- 1983年 交野市立第四中学校ができる。
- 1984年 第一回交野まつりの開催。
- 1987年 市民スポーツレクリエーションセンターができる。
- 1991年 ゴミの分別回収が始まる。
- 1992年 いきものふれあいの里、星の里いわふね・ゆうゆうセンターができる。
- 1993年 兵庫県五色町、富山県山田村と友好都市になる。
- 1994年 ボランティアセンター、こどもゆうゆうセンターができる。
- 1995年 リサイクルセンターができる。
- 1996年 倉治図書館ができる。
- 1997年 ボランティアセンター、いきいきランドができる。
- 2000年 ゴミ袋が透明になる。
- 2010年 第二京阪道路開通。
- 2011年 第1回織姫の里天の川まつりの開催。
- 2012年 交野マラソンの開始
- 2017年 粗大ゴミ有料化。
- 2022年 交野小学校と長宝寺小学校が統合。長宝寺小学校の校舎を再利用して交野みらい小学校が開校。
- 2025年 交野みらい小学校と第一中学校が統合し交野小学校跡地に小中一貫校 交野市立交野みらい学園が開校。

### ご当地キャラクター
・2010年（平成22年）交野市イメージキャラクター「おりひめちゃん」
・2005年（平成17年）交野市星のまち観光協会　観光PRキャラクター「星のあまん」

## 行政
- 市長 : 山本景（2022年9月18日 - 　1期目）

### 歴代首長
旧交野町長
交野町長
- 山野清（1955年5月1日 - 1966年8月2日）
- 原田誠一（1966年9月18日 - 1971年11月2日）

交野市長
- 原田誠一（1971年11月3日 - 1990年9月17日、初代交野市長、6期）
- 北田輝雄（1990年9月18日 - 2002年9月17日、3期）
- 中田仁公（2002年9月18日 - 2014年9月17日、3期）
- 黒田実（2014年9月18日 -  2022年9月17日、2期）
- 山本景（2022年9月18日 - 　1期目）

### 財政
第二京阪道路が市を縦断することに伴い、立ち退きを迫られる市民の代替土地を確保するために、交野市土地開発公社が近隣の土地を先行して購入していたが、その多くが売却されずに残っており、購入のために借り入れた資金と利息が莫大となり、不況や少子化の影響で市税や固定資産税が減少したことも相まって、市の財政状況は危機的状況に陥った。国や大阪府からも土地開発公社の経営健全化を図るよう強い指導を受けた経緯がある。
当時の交野市長の中田仁公は、あらゆる事業の見直しと聖域なき行財政改革を実行して財政健全化にあたるとしており、実際に交野市財政健全化計画の策定、交野市財政健全化緊急プランの提言、財政健全化推進室の設置、財政健全化推進課を常設するなど、財政再建団体への転落は阻止しなければならないという強い意思の元、財政健全化に向けて取り組んでいる。しかしながら、財政健全化推進室は公式HP上で財政の見通しについて記しており、それによると「新規事業（小中学校の耐震化や土地開発公社の健全化などの継続的事業含む）を一切行なわなくても、平成27年度に4.8億円の累積赤字が見込まれる」としている。なお、府内で交野市より財政状況が悪い泉佐野市は既に早期健全化団体に転落している。
交野市は市民説明会を開いたり、情報誌の発行などを通じて市民に財政状況について説明しているが、こうした危機的状況にもかかわらず、交野市長選や交野市議会議員選挙の投票率は減少傾向にあり、市民の政治・財政に対する関心の低さがうかがえる。

#### 2006年度決算時の財政状況
- 標準財政規模 135億6,500万円
- 財政力指数 0.75（全国市町村平均0.55、大阪府市町村平均0.79）
- 経常収支比率 100.2%（全国市町村平均92.0%、大阪府市町村平均98.5%） - 財政が硬直化
- 実質収支 5,300万円
- 人口1人あたり地方債現在高 43万5,640円（全国市町村平均44万6,922円、大阪府市町村平均53万9,455円）
- 実質公債費比率 14.7%（全国市町村平均12.3%、大阪府市町村平均9.1%）
- 人口1,000人あたりの職員数 6.35人（全国市町村平均7.82人、大阪府市町村平均7.91人）
- ラスパイレス指数 98.8%（全国市平均97.0%、全国町村平均93.2%）

### 行政機関
- 大阪府交野警察署
  - 大阪府警察学校交野校が東倉治にあったが、建物老朽化に伴って2013年に田尻町へ移転し、現存しない。
- 交野市消防本部
- 交野女子学院　主に近畿地方（2府4県）と中部地方（6県）の家庭裁判所から保護処分として送致された14歳から20歳未満の女子少年を収容

## 議会

### 市議会
- 定数：15人
- 任期：2023年10月1日 - 2027年9月30日
- 議長：三浦美代子（公明党）
- 副議長：藤田茉里（日本共産党）

| 会派名             | 議席数 | 議員名（◎は幹事長）             |
| ------------------ | ------ | ------------------------------- |
| 公明党             | 3      | ◎中谷政人、三浦美代子、山下千穂 |
| 大阪維新の会       | 3      | ◎岡田智里、岡田伴昌、 堀天地    |
| 未来創生会         | 3      | ◎野口陽輔 、黒田実、松本直高    |
| 日本共産党         | 2      | ◎藤田茉里、皿海ふみ             |
| チームみんなの交野 | 2      | ◎松永隆太、坂本顕               |
| 無所属             | 2      | ◎松村紘子、安部敬子             |
| 計                 | 15     |                                 |

（2024年11月13日現在）

### 大阪府議会
- 選挙区：交野市選挙区
- 定数：1人
- 任期：2023年4月30日 - 2027年4月29日
- 投票日：2023年4月9日
- 当日有権者数：63,933人
- 投票率：50.82％

| 候補者名   | 当落 | 年齢 | 党派名       | 新旧別 | 得票数   |
| ---------- | ---- | ---- | ------------ | ------ | -------- |
| 美好かほる | 当   | 52   | 大阪維新の会 | 現     | 20,428票 |
| 松本直高   | 落   | 50   | 自由民主党   | 元     | 10,564票 |

### 衆議院
- 選挙区：大阪11区（枚方市、交野市）
- 任期：2021年10月31日 - 2025年10月30日
- 投票日：2021年10月31日
- 当日有権者数：398,749人
- 投票率：60.57％

| 当落 | 候補者名   | 年齢 | 所属党派     | 新旧別 | 得票数    | 重複 |
| ---- | ---------- | ---- | ------------ | ------ | --------- | ---- |
| 当   | 中司宏     | 65   | 日本維新の会 | 新     | 105,746票 | ○    |
|      | 佐藤ゆかり | 60   | 自由民主党   | 前     | 70,568票  | ○    |
|      | 平野博文   | 72   | 立憲民主党   | 前     | 60,281票  | ○    |

## 経済

### 交野市に本社を置く主な企業
- 野村工務店
- 山野酒造
- 大門酒造

### 金融機関
- りそな銀行 交野出張所
- 京都銀行 交野支店
- 関西みらい銀行 交野支店、星田出張所、交野郡津出張所
- 池田泉州銀行 交野支店
- 京都信用金庫 交野支店
- 枚方信用金庫 交野支店
- JA北河内 交野中央支店

なお、指定金融機関はりそなグループ（りそな・関西みらい）2行による輪番制。

### 日本郵政グループ
（2012年12月現在）
- 日本郵便株式会社
  - 交野郵便局（私部） - 集配局。
  - 交野幾野（いくの）郵便局（幾野）
  - 交野藤が尾郵便局（藤が尾）
  - 交野倉治（くらじ）郵便局（倉治）
  - 交野星田郵便局（星田）
  - 交野私市郵便局（私市）
  - 郡津（こうづ）駅前郵便局（松塚）
- ゆうちょ銀行
  - 大阪支店　イズミヤ交野店内出張所（私部西）（ATMのみ/ホリデーサービス実施）

その他各郵便局にATMが設置されており、交野・交野藤が尾の各郵便局ではホリデーサービスを実施。
※交野市内各区域の郵便番号は「576-00xx」（交野郵便局の集配担当）となっている。

## 地域

### 人口
平成22年国勢調査より前回調査からの人口増減をみると、0.05%増の77,686人であり、増減率は府下43市町村中20位、72行政区域中38位。
| |                                        |  |
| 交野市と全国の年齢別人口分布（2005年） | 交野市の年齢・男女別人口分布（2005年） |  |
| ■紫色 ― 交野市 ■緑色 ― 日本全国 | ■青色 ― 男性 ■赤色 ― 女性              |  |
| 交野市（に相当する地域）の人口の推移 \| 1970年（昭和45年） \| 33,701人 \| \| \| 1975年（昭和50年） \| 52,732人 \| \| \| 1980年（昭和55年） \| 61,425人 \| \| \| 1985年（昭和60年） \| 64,205人 \| \| \| 1990年（平成2年） \| 65,308人 \| \| \| 1995年（平成7年） \| 72,404人 \| \| \| 2000年（平成12年） \| 76,919人 \| \| \| 2005年（平成17年） \| 77,644人 \| \| \| 2010年（平成22年） \| 77,686人 \| \| \| 2015年（平成27年） \| 76,435人 \| \| \| 2020年（令和2年） \| 75,033人 \| \| |                                        |  |
| 総務省統計局 国勢調査より |                                        |  |
| 1970年（昭和45年） | 33,701人                               |  |
| 1975年（昭和50年） | 52,732人                               |  |
| 1980年（昭和55年） | 61,425人                               |  |
| 1985年（昭和60年） | 64,205人                               |  |
| 1990年（平成2年） | 65,308人                               |  |
| 1995年（平成7年） | 72,404人                               |  |
| 2000年（平成12年） | 76,919人                               |  |
| 2005年（平成17年） | 77,644人                               |  |
| 2010年（平成22年） | 77,686人                               |  |
| 2015年（平成27年） | 76,435人                               |  |
| 2020年（令和2年） | 75,033人                               |  |

### 教育

#### 小学校
- 交野市立星田小学校
- 交野市立岩船小学校
- 交野市立郡津小学校
- 交野市立倉治小学校
- 交野市立妙見坂小学校
- 交野市立旭小学校
- 交野市立藤が尾小学校
- 交野市立私市小学校

#### 中学校
- 交野市立第二中学校
- 交野市立第三中学校
- 交野市立第四中学校
- 私立関西創価中学校

#### 義務教育学校
- 交野市立交野みらい学園

#### 高等学校
- 大阪府立交野高等学校
- 私立関西創価高等学校

#### 大学
- 大阪公立大学附属植物園（研究施設）

#### 特別支援学校
- 大阪府立交野支援学校

## 姉妹都市・提携都市

### 国内
現在無し。1993年5月8日に兵庫県五色町（現・洲本市）、富山県山田村（現・富山市）と「トライアングル友好都市」提携を結んでいたが、2005年をもって提携を発展的に解消した。交野市ホームページ トライアングル国内友好都市提携について

### 海外
- カナダ オンタリオ州 コリングウッド市： 1981年姉妹都市提携

## 交通

### 鉄道
- 京阪電気鉄道
  - 交野線　郡津駅 - 交野市駅 - 河内森駅 - 私市駅
- JR西日本
  - 片町線（学研都市線）　河内磐船駅 - 星田駅
- 中心となる駅：交野市駅

河内磐船駅は河内森駅と300mほど離れているが、徒歩4～5分で乗換可能で駅到着時に乗換の放送が流れる。またJR両駅は全ての快速列車が停車する。
この他、北東部は片町線津田駅、南西部は同寝屋川公園駅を最寄りとする地区が存在する。

### バス
京阪バスと交野市のコミュニティバス『おりひめバス」が運行。市内に京阪バス交野営業所がある。2012年4月よりダイレクトエクスプレス直Q京都号（京都交野なんば線）運行開始。京阪交野線交野市駅及び西日本旅客鉄道片町線（学研都市線）河内磐船駅に停留所あり。かつては平日、土曜・休日ともに1時間に1本程度の間隔で運行していたが減便により現在は日中時間帯の運行がなくなり1日の運行本数が5便程度にまで減便された。また現在は京都駅～交野市駅までの運行となっており難波までは行かなくなった。
一般路線バスについては、2025年3月22日をもって京阪バスが複数の市内路線から撤退するのを受けて、翌3月23日より市が主体となり自家用有償旅客運送によるコミュニティバス『おりひめバス』を運行することになった。現在交野市内に乗り入れる京阪バスは香里園駅～津田駅・星田駅を結ぶ路線のみの運行となっている。また、2024年9月2日より実証運行していた交野市北部巡回バスについても2025年4月1日より上記のコミュニティバスに統合されることになった。

### 道路
- 国道168号
- 第二京阪道路 : 第二京阪道路には交野北ICと交野南ICがあるが、交野南ICは枚方市に所在する。
  - 交野北IC・交野南インターチェンジ（交野南IC）

## 名所・旧跡・祭事・催事

### 名所・旧跡
- 源氏の滝
- 月の輪滝
- 機物神社
  - 開元寺（岩倉開元寺）[10]
- 遍照山攝取教寺光明院（倉治）
- 磐船神社
- 氷室山八葉蓮華寺
- 星田神社
  - 星田妙見宮（神禅寺）
  - 三宅山星田寺
  - 三宅山小松寺（河内小松廃寺、及び再興された本門流の寺院）
- 東光山光明寺
- 瑠璃光山薬師寺
- 降星山光林寺
- 繁榮山慈光寺
- 北田家住宅（国の重要文化財）交野代官所
- 山添家住宅（国の重要文化財）
- 獅子窟寺（普見山）（国宝の木造薬師如来坐像を所蔵）
- 交野城

### レジャー
- 大阪府民の森くろんど園地
- 大阪府民の森ほしだ園地
  - 星のブランコ（人道用の吊橋としては国内最大級）
- 大阪公立大学附属植物園
- いきいきランド交野（市立総合体育施設）
- 山野酒造酒造仕込蔵（酒造工程の全般的な見学及び試飲等・冬季限定）

### 祭り
- 七夕祭り（7月）
交野市内では、古くから七夕伝説や七夕にまつわる名所などが残されており、毎年7月、機物神社、星田妙見宮でそれぞれ特徴ある七夕祭が催される。
- 天の川七夕まつり（7月）
7月下旬に私市水辺プラザで開催される。夕暮れから行われる灯籠やキャンドルの灯りが特徴で、辺り一帯が幻想的な雰囲気に包まれる。祭り自体は日中から開催され、様々な模擬店や催し、色とりどりの笹飾りと、年代を問わず楽しめる内容となっている。
- 農業まつり（12月）

### 交野マラソン
2012年よりスタートしたマラソン大会。交野マラソン実行委員会が主催（主管：交野市体育協会）となり、近畿圏を中心に全国から5,000名を超えるランナーが参加する。コースは1.5km、3km、10kmの3コース。

## 出身有名人
- 前田政二 - 放送作家・タレント
- 沖浦啓之 - 映画監督・アニメーター
- 大塔正明 - 元プロ野球選手
- 石丸清隆 - 元サッカー選手
- 林家笑丸 - 落語家
- 加藤虎ノ介 - 俳優
- 渋谷敦志 - 写真家
- 古市貞秀 - 元大相撲力士
- 北山高与志 - キックボクサー
- プラス・マイナス（兼光タカシ・岩橋良昌） - 漫才コンビ（吉本興業所属）
- 椎名法子 - 歌手
- 松尾依里佳 - ヴァイオリニスト、タレント
- 藤田ユウキ（バンビーノ） - お笑いタレント（吉本興業所属）
- 三島輝史 - 元プロ野球選手
- 勢翔太 - 元大相撲力士
- TORU - プロレスラー
- 篠原開 - 元大相撲力士
- 高杉'Jay'二郎 - ラジオパーソナリティ
- マナブ（SCREW） - ミュージシャン（ギタリスト）
- TETSU（少年カミカゼ） - ミュージシャン
- 射駒タケシ - スロプロ
- 北本亘 - プロ野球選手
- 芦田一顕 - ラグビー選手
- 交野星子 - パフォーマー
- まついあきら （タイムキーパー）- お笑いタレント（吉本興業所属）
- 磯俣愛-インフルエンサー(エーライツ所属)